# Lara Wendel
Lara Wendel (eigentlich Daniela Rachele Barnes; * 29. März 1965 in München) ist eine Schauspielerin und Fotomodell amerikanisch-deutscher Abstammung, die vor allem in Italien tätig war.

## Leben
Lara Wendel ist die Tochter des zeitweilig auch in Deutschland tätigen US-amerikanischen Schauspielers Walter Barnes und der Deutschen Britta Barnes geborene Wendel, die, ebenso wie Lara Wendels Bruder Michael Barnes, in den frühen 1970er Jahren einige kleine Rollen in italienischen Filmen spielte.
Als Dreijährige kam Lara Wendel von Deutschland nach Italien, wo sie bereits im Alter von fünf Jahren als Fotomodell an die Öffentlichkeit trat. Von 1972 bis 1974 wirkte sie noch unter ihrem bürgerlichen Namen Daniela Rachele Barnes oder Daniela Barnes in mehreren italienischen Filmen als Kinderdarstellerin mit. In Blutrausch trat sie zusammen mit ihrer Mutter und ihrem Bruder auf. Den Künstlernamen Lara Wendel (nach einer Kombination der letzten beiden Buchstaben ihres ersten Vornamens Daniela, der ersten beiden Buchstaben ihres zweiten Vornamens Rachele und dem Geburtsnamen ihrer Mutter) benutzte sie erstmals in der 1976 gedrehten und 1977 veröffentlichten italienisch-deutschen Koproduktion Spielen wir Liebe (Alternativtitel: Maladolescenza). Hier erregte sie besonderes Aufsehen, da sie – zur Drehzeit erst elf Jahre alt – in freizügigen Nackt- und Softsex-Szenen mit Martin Loeb zu sehen war. In ungeschnittener Fassung ist dieser bereits seit seiner Erstaufführung umstrittene Film in Deutschland seit 2006 gerichtlich verboten.
Ihr Image als Lolita (einschließlich Nacktauftritten) baute sie in den folgenden Jahren noch mit Filmen wie Mimi – Ein bürgerliches Drama, Ernesto (in dem sie den Jungen Ilio und seine Zwillingsschwester Rachele verkörperte), Desideria und September Morning aus. 1985 war sie in der zweiten Staffel der erfolgreichen Fernsehserie Allein gegen die Mafia zu sehen, später trat sie auch in Horrorfilmen wie Killing Birds und Ghosthouse auf. Ihre vielleicht bedeutendste Hauptrolle hatte sie 1987 in Intervista von Federico Fellini.
Neben ihrer Tätigkeit als Filmschauspielerin war Lara Wendel auch als Fotomodell bekannt, vor allem mit erotischen Aufnahmen. In der Februar-Ausgabe 1985 des italienischen Playboy ist sie auf dem Titelfoto zu sehen, die deutsche Ausgabe des Playboy brachte im September 1985, die US-amerikanische Ausgabe im November 1992 einen Bildbericht über sie. 1992 zog sich Lara Wendel aus der Öffentlichkeit zurück.

## Filmografie
- 1972: Girolimoni – Das Ungeheuer von Rom
- 1972: Mio caro assassino
- 1972: Der Mafiaboss – Sie töten wie Schakale (La mala ordina)
- 1973: Amarcord
- 1973: Blutrausch (Senza ragione)
- 1974: Il profumo della signora in nero
- 1977: Spielen wir Liebe (Maladolescenza)
- 1978: La petite fille en velours bleu
- 1979: Ring of Darkness (Un'ombra nell'ombra)
- 1979: Mimi – Ein bürgerliches Drama (Un dramma borghese)
- 1979: Ernesto
- 1980: Desideria (Desideria: La vita interiore)
- 1981: September Morning (Il falco e la colomba)
- 1981: I ragazzi di celluloide (Miniserie)
- 1982: Identifikation einer Frau (Identificazione di una donna)
- 1982: Tenebrae (Tenebre)
- 1983: Die flotten Teens von Rimini (Vai alla grande)
- 1984: Fatto su misura
- 1985: Allein gegen die Mafia 2 (La piovra 2) (Fernseh-Miniserie)
- 1985: A me mi piace
- 1986: Midnight Killer (Morirai a mezzanotte)
- 1987: Killing Birds – Raptors (Killing birds – uccelli assassini)
- 1987: Un'australiana a Roma (Fernsehfilm)
- 1987: Fellinis Intervista (Intervista)
- 1988: The Red Monks (I frati rossi)
- 1988: Ghosthouse (La casa 3)
- 1989: College (Fernsehfilm)
- 1991: Männer und Liebhaber (La villa del venerdì)
- 1992: Die Ringe des Saturn (Fernsehfilm)
- 1993: Requiem per voce e pianoforte (Fernsehfilm)